# Place du Sénat (Saint-Pétersbourg)
Pour les articles homonymes, voir Place du Sénat.
La place du Sénat (en russe : Сенатская площадь), aussi connue comme la place des Décembristes (en russe : Площадь Декабристов) entre 1925 et 2008, et place de Pierre (en russe : Петровская площадь) avant 1925, est une place située à Saint-Pétersbourg en Russie. 

## Géographie
Elle est située sur la rive gauche de la Neva, devant la cathédrale Saint-Isaac.

## Bâtiments
La place est bordée par l'Amirauté à l'est et par les bâtiments de la cour constitutionnelle de la fédération de Russie à l'ouest.

## Monuments
- Le Cavalier de bronze se situe sur cette place.